# Shi Jiayou
| 192208 Tzu Chi       | 11 maggio 2007 |
| 233547 Luxun         | 9 maggio 2007  |
| 236743 Zhejiangdaxue | 7 maggio 2007  |

Shi Jiayou (施佳佑T, Shī JiāyòuP; ...) è un'astronoma taiwanese, in contesto anglosassone nota come Chia-You Shih.
Il Minor Planet Center le accredita la scoperta di tre asteroidi, effettuate tutte nel 2007 in collaborazione con Ye Quanzhi.